# Erkki Puolakka

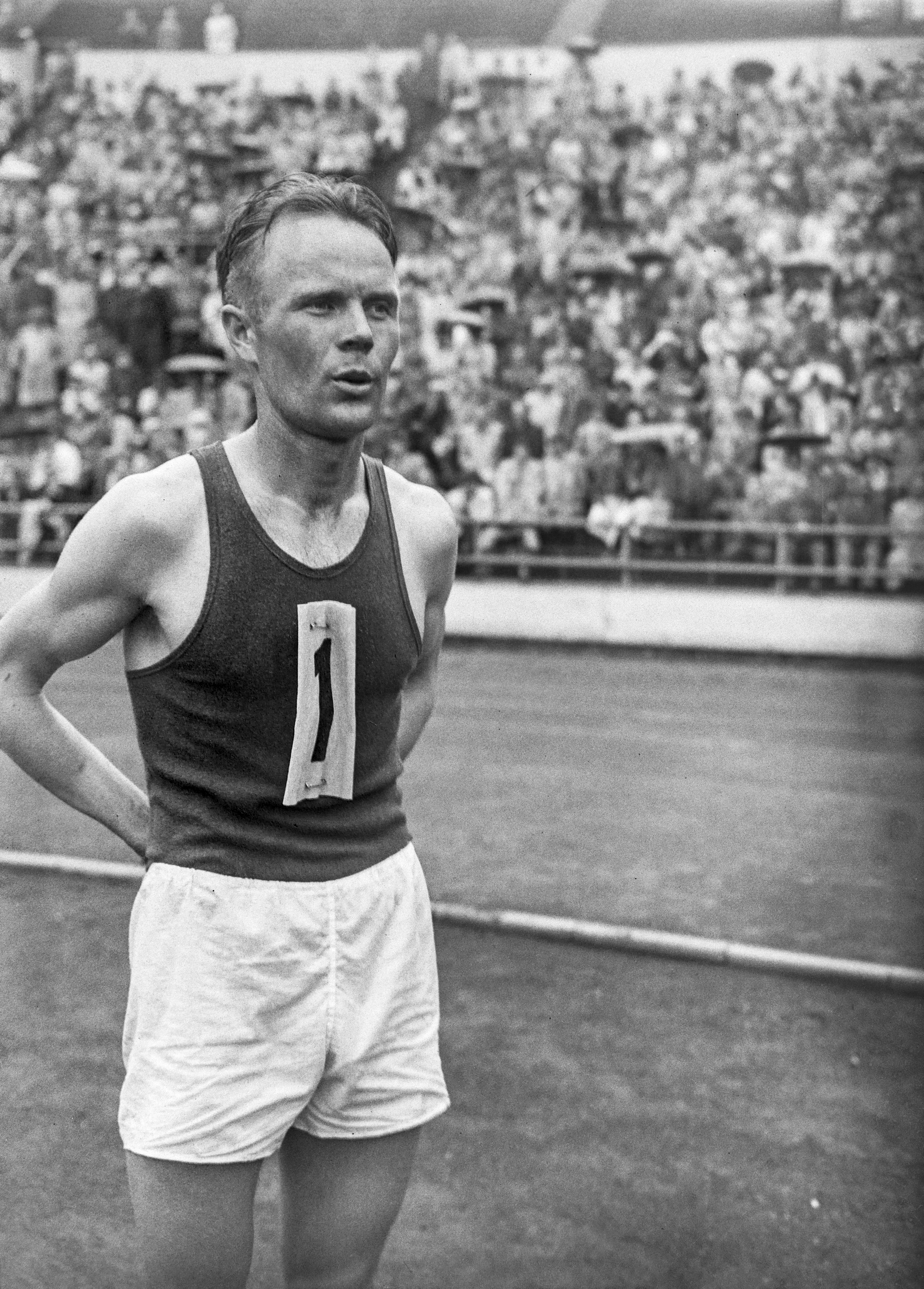
Erkki Puolakka im Jahr 1952.

Erkki Mikael Puolakka (* 17. Mai 1925 in Tervo; † 22. Dezember 2008 in Äänekoski) war ein finnischer Marathonläufer.
1951 gewann er den Turku-Marathon in 2:30:53 h. 
1951 wurde er Finnischer Meister in 2:29:02 h und qualifizierte sich damit für die Olympischen Spiele in Helsinki, bei denen er in 2:29:35 h Achter wurde. Im Herbst gewann er den Košice-Marathon in 2:29:10 h.
Im Jahr darauf verteidigte er seinen nationalen Titel in 2:28:42 h. 1954 wurde er beim Boston-Marathon auf zu kurzer Strecke Dritter in 2:24:25 h und Finnischer Vizemeister in 2:30:57 h. Einem vierten Platz bei den Leichtathletik-Europameisterschaften in Bern in 2:26:46 h folgte ein Sieg in Košice in 2:27:21 h und ein dritter Platz beim Asahi Marathon in 2:29:17 h.